# 西藏机场集团
民航西藏自治区机场集团有限公司（简称西藏机场集团）是总部位于中国西藏自治区拉萨市的国有企业，于2022年从中国民用航空局西藏自治区管理局剥离，经过1年的试运行后于2023年12月26日正式挂牌，以经营管理西藏自治区境内的8座民航机场为主要业务。
西藏机场集团共有员工2600名，内设9个行政机关部门、12个生产保障部门和机务维修工程中心，下辖拉萨贡嘎国际机场、昌都邦达机场、林芝米林机场、阿里昆莎机场、日喀则和平机场、山南隆子机场、日喀则定日机场、阿里普兰机场共8个民航机场。

## 历史
中国民用航空局西藏自治区管理局于1985年在民航拉萨站的基础上组建成立，负责西藏自治区内民航监管、空中交通管理、机场运营管理、民航公安管理等职能，为中国民航系统内最后一个保持政企事合一体制不变的单位。
按照中国民用航空局、西南地区管理局统一部署，西藏区局于2021年11月启动了深化改革工作，相继剥离成立西藏监管局、西藏空管中心和西藏机场集团。